# 徐祖宏
徐祖宏（1929年—），男，广西桂林人，生于湖南邵东，中国工商业者，曾任广西壮族自治区工商业联合会主任委员，第七、八届全国政协委员。